# Alejandro Tommasi
Alejandro Tommasi, właściwie Pedro Luis Sicard Sanchez (ur. 14 sierpnia 1957 w Meksyku) – meksykański aktor telewizyjny, teatralny i filmowy. W 2013 otrzymał Nagrodę Stowarzyszenia Pisarzy i Dziennikarzy Teatralnych (hiszp. Premios de la Asociación de Cronistas y Periodistas Teatrales (w skrócie ACPT)) w kategorii „Najlepszy aktor komediowy”.

## Wybrana filmografia
- 1995: Maria z przedmieścia jako dr Keller
- 1995: Oblicza prawdy jako Manuel
- 1996: Płonąca pochodnia jako José Nicolás de Michelena
- 1996: Serce Clarity jako Ojciec Salvador Uribe
- 1997: Diabelska miłość jako Malfavón Heredia
- 2001-2002: Wiosenna namiętność jako Justo Ramírez
- 2002: Cena miłości jako Mauricio
- 2007: Miłość jak tequila jako Bruno Montalvo Gil
- 2011: Miłość i przeznaczenie jako Gerardo Lomelí
- 2013: Mentir para vivir jako Gabriel Sánchez-Fernández
- 2013: Dzikie serce jako Bartolomé Montenegro
- 2013: Quiero amarte jako Omar Vásquez
- 2014: Hasta el fin del mundo jako Fausto Rangel
- 2016: Corazón que miente jako Demián Ferrer Bilbatúa

## Nagrody i nominacje
| Rok  | Nagroda                | Kategoria                      | Rola                   | Tytuł                  | Rezultat  |
| ---- | ---------------------- | ------------------------------ | ---------------------- | ---------------------- | --------- |
| 1996 | Premios TVyNovelas     | Najlepszy złoczyńca            | Nicolás Negrete        | Retrato de familia     | Nominacja |
| 2002 | Premios TVyNovelas     | Najlepszy złoczyńca            | Don Justo Ramírez      | Wiosenna namiętność    | Wygrana   |
| 2005 | Premios Diosa de Plata | Najlepszy aktor kinowy         | Otilio                 | Huapango (2004)        | Wygrana   |
| 2008 | Premios TVyNovelas     | Najlepszy aktor współpracujący | Bruno Montalvo Gil     | Miłość jak tequila     | Wygrana   |
| 2009 | Premios TVyNovelas     | Najlepszy antagonista          | Eliseo Bravo           | Tormenta en el paraíso | Nominacja |
| 2013 | Nagrody ACPT           | Najlepszy aktor komediowy      |                        | Menage a trois         | Nominacja |
| 2016 | Premios TVyNovelas     | Najlepszy aktor drugoplanowy   | Fausto Rangel          | Hasta el fin del mundo | Nominacja |
| 2017 | Premios TVyNovelas     | Najlepszy antagonista          | Demián Ferrer Bilbatúa | Corazón que miente     | Nominacja |